# Myndus dolosa
Myndus dolosa är en insektsart som beskrevs av Frederick Arthur Godfrey Muir 1923. Myndus dolosa ingår i släktet Myndus och familjen kilstritar. Inga underarter finns listade i Catalogue of Life.